# Marc Price
Marc Price (Nueva Jersey, 23 de febrero de 1968) es un actor y comediante estadounidense, popular por su papel de Irwin Skippy Handelman en la serie Family Ties.

## Biografía
Marc Price dio sus primeros pasos en el cine interpretando al adolescente Eddie Ragman Weinbauer en la película de terror de 1986 Trick or Treat. Actuó junto a Kevin Dillon en la película de 1988 The Rescue. Luego, fue el presentador del programa televisivo Teen Win, Lose or Draw, de Disney Channel (1989-1992).
Aparte de sus actuaciones en cine y televisión, Price es comediante de monólogo.